# Джеффри Уайлдер
Джеффри Уайлдер (англ. Geoffrey Wilder) — суперзлодей в комиксах издательства Marvel Comics, является лидером Прайда, глава преступной группировки в Лос-Анджелесе. Он является отцом Алекса Уайлдера.

## История публикации
Джеффри Уайлдер впервые появился в Runaways #1 и был создан Брайаном К. Воном и Адриан Альфоном.

## Биография
Джеффри Уайлдера и его невеста Кэтрин были смиренными ворами в 1984 году в Лос-Анджелесе. После ограбления, они были похищены Гибборимом, группой гигантов пришельцев, которые нуждались в них, чтобы привести их план в жизнь. Вместе с пятью другими парами, Уайдлеры создали Прайд, группу, посвященной выработке конца света для Гибборима. Каждая пара имеет свои уникальные способности, усиливающие Гибборим, это означает, что Джеффри и Кэтрин были увеличены, что позволило им стать Шкворней на западном побережье. Они контролировали наркотики и проституцию в Лос-Анджелесе, а также контролировали Прайдом различные полицейские силы. Гибборим также пообещал, что 6 из 12 членов Прайда будут спасены после того, как мир закончится. Однако, спустя несколько лет супруги решили, что у каждого есть один ребенок и у их дети будут спасены.
Почти два десятилетия спустя, сын Джеффри, Алекс начаи получать подозрительную деятельность его родителей. Джеффри был строгим отцом Алека, глядя на его одержимость интернет-играми и компьютерными навыками. Одержимость была ответственна за способность Алекса шпионить за своими родителями и где он узнал о Прайде. Этот акт привел к созданию Беглецов.
В то время как дети Прайда были в бегах, Джеффри и другие члены Прайда подняли всю полицию, чтобы найти своих детей, обрамляя их за смерть девушки, убитой Прайдом, а также похищение Молли Хейз, одной из детей Прайда.
В конце концов, Беглецы и Прайд встретились в финальной битве в подводной структуре. Беглецы сумели остановить Прайд, планировавшего принести в жертву Гиббориму, что привело к гибели Алекса Уайдлера который оказался лояльным к Прайду. Смерть сына оставила Джеффри в смятении в его последние мгновения, как Гибборим продолжал уничтожать структуру, убивая весь Прайд только после того, как Беглецы сделали свой побег.

### Версия 1985
Спустя несколько месяцев, несколько друзей Алекса из его онлайн-игры узнали о смерти Алекса, а также нашли некоторые файлы с компьютера Алекса. Файлы рассказывают о том, как Прайд был группой героев (в отличие от злодеев, как сообщает The Daily Bugle), и подробный ритуал как вернуть Алекса. Однако, когда люди выполняли заклинание, они принесли случайно Джеффа. Джефф они воскрес из мертвых-в 1985 версию, как он упоминает, что он был только с Прайдом за год. Джеффри реформировал Прайд через друзей Алекса, как и другие депутаты, планируя использовать их, чтобы примириться с Гибборимом, пожертвовав однного из Беглецов (других членов нового Прайда не знали). Выявлено, что Джеффри был расстроен, узнав о будущей смерти его жены и Сына и попросил Гибборим, чтобы воскресить их. В этот период он временно корчил из себя мутанта Камбера, чтобы проникнуть в супер-команду «Эксельсиор» и получить информацию о Беглецах, прежде чем покинуть команду.
Уайлдер в конце концов остановил Беглецов, но умудряется пронзить и убить Гертруду Йоркс. Беглецы потом стерли его память из своего времени в 2006 году, и отправили его обратно в 1985 год. Затем выяснилось, он потерял свое абстрактное кольцо, и что Чейз Стэйн приобрел его.

## Другие версии

### Ultimate Marvel
В Ultimate Marvel, Джеффри Уайлдер является генеральным прокурором Соединенных Штатов, работающим на Президенат Стива Роджерса.

## Вне комиксов
Джеффри Уайлдер появится в телесериале от Hulu, в телеадаптации Беглецов, где он будет изображен Райаном Сэндсом.